# Forte do Espírito Santo

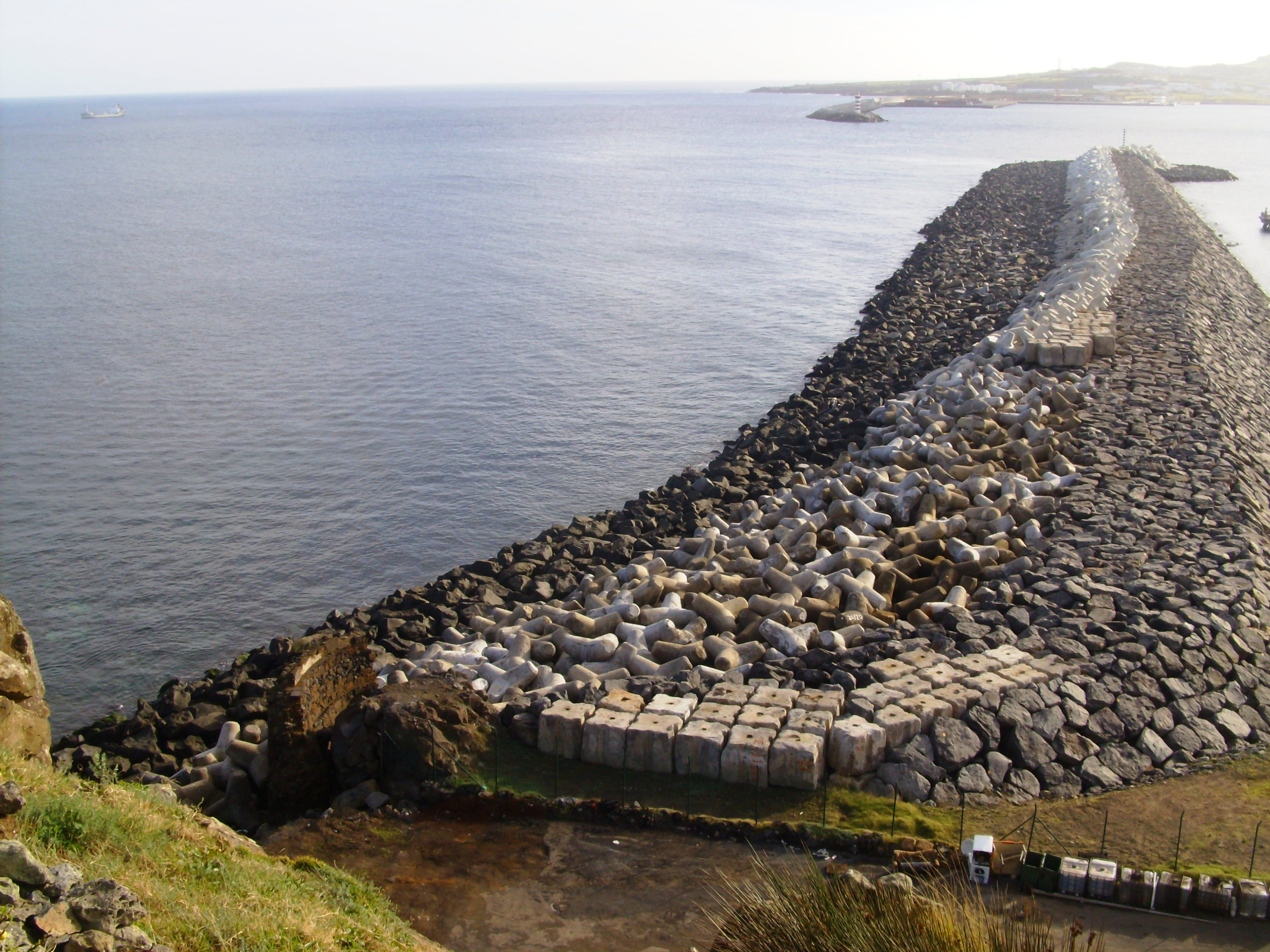
Forte do Espírito Santo, Praia da Vitória: panorâmica do remanescente do pano da muralha.

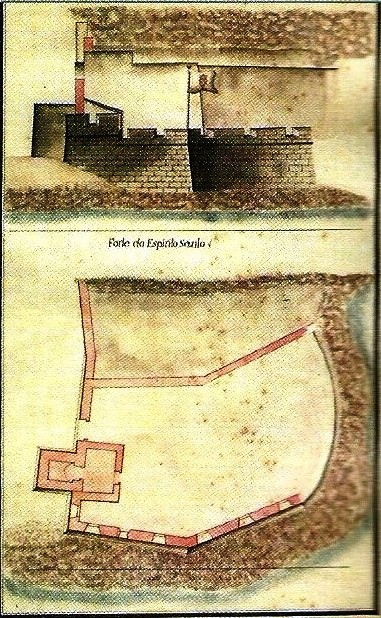
Forte do Espírito Santo (autor desconhecido, s/d, Arquivo Histórico Militar).

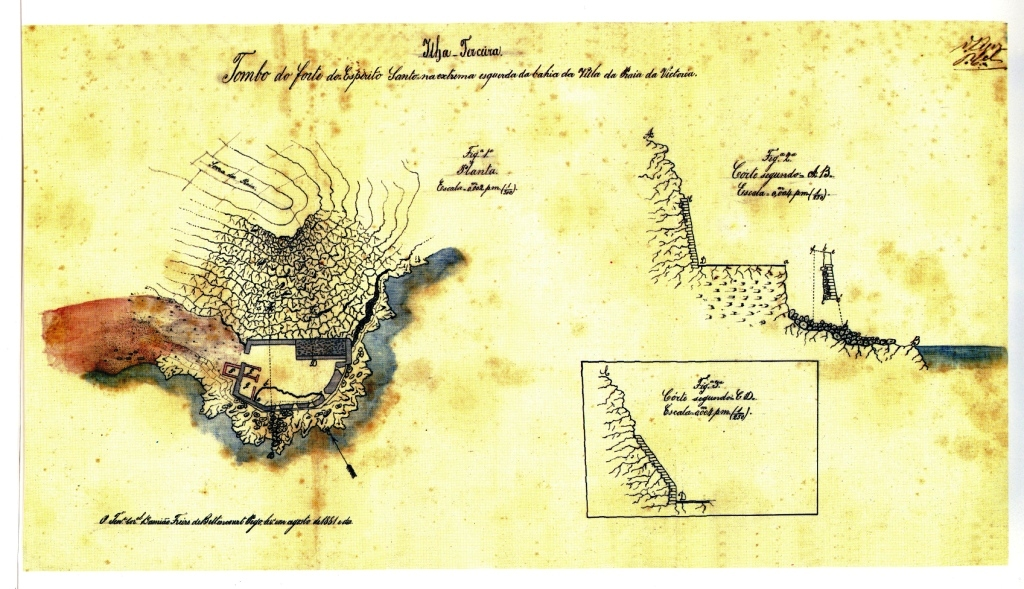
Planta do Forte do Espírito Santo (Damião Pego, Agosto de 1881).

O Forte do Espírito Santo localizava-se na extremidade esquerda da baía da Praia da Vitória, na freguesia de Santa Cruz, no concelho da Praia da Vitória, na ilha Terceira, nos Açores.
Sob a ponta do Facho, em posição dominante sobre este trecho do litoral, constituiu-se em uma fortificação destinada à defesa deste ancoradouro contra os ataques de piratas e corsários, outrora frequentes nesta região do oceano Atlântico. Cruzava fogos com o Forte de Nossa Senhora da Conceição e o Forte do Porto, que lhe ficavam à direita. Atualmente ali se inicia o molhe de protecção e acostagem dos navios de reabastecimento da Base Aérea das Lajes.

## História
Foi edificado em 1576 por determinação do então corregedor dos Açores, Ciprião de Figueiredo e Vasconcelos, conforme o plano de defesa da ilha elaborado por Tommaso Benedetto.
No contexto da Guerra da Sucessão Espanhola (1702-1714) encontra-se referido como "A Fortaleza do Espirito Santo na Ponta do Facho." na relação "Fortificações nos Açores existentes em 1710".
O padre António Cordeiro dá conta, em 1717, de que o forte contava com onze peças de artilharia de ferro e bronze.
Com a instalação da Capitania Geral dos Açores, o seu estado foi assim reportado em 1767:
"29º - Forte do Espirito Santo. Está reformado de novo, precisa a sua porta ser concertada; tem dez canhoneiras e sete peças de ferro boas e os seus reparos capazes, precisa mais tres peças com os seus reparos e para se guarnecer dez artilheiros e quarenta auxiliares. Este forte e o de Santa Catharina são os que defendem a entrada na bahia da villa da Praia."
Encontra-se referido como "28. Forte do Spirito S.to o ultimo q. fica situado na b.ª, e o principal q. a defende pois cruza os seus tiros com os mais Fortes q. defendem a mesma bahia" no relatório "Revista aos fortes que defendem a costa da ilha Terceira", do Ajudante de Ordens Manoel Correa Branco (1776), que lhe aponta os reparos necessários:
"Ade mister guarniçáo, e reboquo na caza da guarda, tarimba, o teto madeirado, e o tilhado feito, a piquena caza que serve de polvarinho, careçe de porta, e o mesmo a outra, e fazerselhe hu tilheiro para se recolher a Artelharia no tempo do Inverno, e mais hú portáo no dito Forte."
Por esta época apresentava planta poligonal hexagonal irregular, com os muros rasgados por seis canhoneiras pelo lado do mar e uma pelo lado da vila, de acordo com planta de autor desconhecido, sem data, atualmente no Arquivo Histórico Militar.
Encontra-se assinalado como "10 Forte do Espirito Santo" na "Planta da Bahia da Villa da Praia" (1805).
SOUSA (1995), em 1822, ao descrever o porto da Praia refere: "(...) é sofrivelmente defendido pelo forte (...) [do] Espírito Santo. Um Regimento de Milícia Nacional, que toma o nome da vila faz a sua defesa.".
Mais tarde, no contexto da Guerra Civil Portuguesa (1828-1834), foi alvo do fogo de artilharia da esquadra absolutista na batalha de 11 de agosto de 1829. Na ocasião encontrava-se guarnecido por oito artilheiros e quatro infantes, sob o comando do alferes Manoel Franco, e artilhado por apenas duas peças. Submetido a intenso fogo da artilharia inimiga, foi o único forte da baía silenciado na ocasião, em decorrência dos severos danos causados em seu interior pelos estilhaços da rocha quase aprumada que lhe ficava sobranceira, e à qual estava imediatamente encostado. Quando o desembarque das tropas de Miguel I de Portugal (1828-1834), dirigido para o areal entre o Forte do Porto e o Forte do Espírito Santo, foi obstado por um pequeno destacamento liberal aí postado, foi para o ponto à esquerda do forte que convergiu, iniciando-se a invasão. Ocupada a plataforma do forte por cerca de quatrocentos combatentes, logo estes procuram escalar a abrupta escarpa para tomar posição mais conveniente no alto da serra de São Tiago e ocupar o posto semafórico lá instalado (atual Miradouro do Facho). Do cimo da rocha, entretanto, foram vivamente repelidos pelos liberais, sendo massacrados.
A "Relação" do marechal de campo Barão de Bastos em 1862 informa:
"As muralhas do lado do mar e as canhoneiras precizam de alguns encasques, os alojametos só tem as paredes que se podem aproveitar; acha-se já approvado o comp.e orçamento, e não tem sido posto em execução, p. falta de meios pecuniarios."
Quando do tombo de 1881 encontrava-se abandonado e em ruínas. As cantarias de suas muralhas foram vendidas por volta de 1882.
No século XX, na passagem da década de 1950 para a de 1960, a construção do molhe de protecção e acostagem na baía da Praia pelas forças militares estadunidenses na base aérea das Lajes, chamou a atenção para a necessidade de preservação das ruínas do antigo forte. Foi então celebrado um compromisso de reconstrução que permitiu o seu desmantelamento para os trabalhos da construção do molhe. Sem que o compromisso houvesse sido cumprido, o que restou de sua pedra foi utilizado para a proteção das arribas do fundo da baía, entre as Chagas e a ribeira de Beljardim, ao final da década de 1960.
Em nossos dias apenas restam vestígios de um de seus muros. Essas ruínas não se encontram classificadas ou protegidas pelo poder público (nacional ou regional) e nem constam do roteiro turístico da cidade. Uma tradição local afirma que a pedra de armas com o brasão real, na fachada do edifício da Câmara Municipal da Praia, é oriunda do Portão de Armas do Forte do Espírito Santo.

## Características
Do tipo abaluartado, apresentava planta poligonal orgânica, adaptada à rocha sobre a qual se erguia. Em aparelho de cantaria de pedra argamassada, a sua área construída era de 500 metros quadrados.
Com capacidade originalmente para sete peças de artilharia em canhoneiras, o Tombo de 1881 encontrou-o com capacidade para apenas cinco. No terrapleno possuía casa de guarnição (com dois compartimentos) e pelo exterior, adossado à muralha Oeste, um paiol.
Era acedido pelo areal da praia.